# Anatomy of Revenge
Anatomy of Revenge (título original Spuren des Bösen) é um telefilme germano-austríaco de 2012 escrito por Martin Ambrosch e dirigido por Andreas Prochaska. É protagonizado por Heino Ferch no papel do psiquiatra Richard Brock. Devido ao seu sucesso de público e crítica, decidiu-se expandi-lo para uma série de filmes policiais.
Por sua atuação, Heino Ferch foi indicado ao Emmy Internacional de melhor ator

## Sinopse
Richard Brock é um psicólogo e professor universitário que não tem mais permissão para trabalhar na medicina após o suicídio de sua esposa, pelo qual ele foi parcialmente responsável devido a um erro médico. Além de seu trabalho como como palestrante, Bullock é muitas vezes chamado pela polícia de Viena como especialista em interrogatórios para investigar casos particularmente difíceis na cidade e em seus arredores. A sua marca registrada é a capacidade de entender muito bem por que as pessoas se comportam de determinadas maneiras, o que também se reflete nos interrogatórios de testemunhas e perpetradores. Em sua vida privada, Brock, que mora só, é bastante reservado e desdenhoso. Isso também leva regularmente a conflitos com outras pessoas, especialmente porque ele prefere trabalhar sozinho. Ele mantém contato constante apenas com sua filha, a policial Petra.

## Elenco
- Heino Ferch como Richard Brock
- Sabrina Reiter como Petra Brock
- Karl Fischer como Ludwig Pfeiler
- Gerhard Liebmann como Klaus Tauber
- Roland Silbernagl como Leo Jauk
- Juergen Maurer como Gerhard Mesek
- Gerda Drabek como Anni
- Hannelore Elsner como Eva Ulmer
- Friedrich von Thun como Karl Ulmer
- Ursula Strauss como Maria Ulmer
- Bernhard Schir como Josef Bacher
- Martin Oberhauser como Einsatzleiter
- Florian Teichtmeister como Sebastian Ulmer
- Vanessa Payer como Paula
- Sonja Romei como Geiselopfer